# Golden Girl and the Guardians of the Gemstones
Golden Girl and the Guardians of the Gemstones (dt. Golden Girl und die Wächterinnen der Edelsteine) ist eine Spielzeugserie von Action-Figuren die von dem US-amerikanischen Spielzeughersteller Galoob in den Jahren 1984 und 1985 vertreiben wurde. Im Mittelpunkt steht Golden Girl, die wunderschöne und stolze Prinzessin von Gemstone.

## Überblick
Anfang der 1980er Jahre hatte der Spielzeugkonzern Mattel großen Erfolg mit seiner Spielzeugserie Masters of the Universe.
Galoob brachte die Golden Girl-Spielzeugfiguren ungefähr nur einen Monat nach dem Erscheinen der ebenfalls von Mattel vertriebenen Action-Figuren der She-Ra-Serie auf den Markt. Golden Girl wurde oft als Abklatsch derer betitelt zumal beide Heldinnen mit langem blonden Haar, goldener Rüstung und Kopfschmuck sowie Schwert und Schild äußerlich ähnlich auftraten und beide in einer fantastischen Welt voller Magie und Schwertkämpfe agieren.
Wie auch die heldenhafte She-Ra und ihre Mitstreiterinnen richtete sich Golden Girl an Mädchen und stellte eine der wenigen Heldinnen in der Spielzeugwelt der 1980er Jahre dar. Der Spielwarenhersteller Sungold zog 1985 mit den ähnlichen, aber weniger aufwendigen, Action-Figuren der Galaxy Adventure Girl-Serie preisgünstig nach.

## Spielzeug
Golden Girl and the Guardians of the Gemstones sind ca. 15 cm große, bewegliche Action-Figuren mit langem kämmbarem Haar. Den einzelnen Figuren lagen eine Waffe, ein Schild aus Metal, ein Gürtel zum Befestigen der Waffe, ein Umhang, eine Kopfbedeckung sowie ein Kamm bei.
Es erschienen die fünf Heldinnen (The Guardians of the Gemstones) Golden Girl, Saphire, Rubee, Onyx und Jade sowie die vier Schurkinnen (Forces of Evil) Dragon Queen, Vultura, Moth Lady und Wild One. Mit dem Helden Prince Kroma und dem Schurken Ogra erschienen nur zwei männliche Action-Figuren.
Des Weiteren erschienen das Einhorn Olympia als Reittier von Golden Girl sowie Shadow, das schwarze Schlachtross der Dragon Queen. Beide Reittiere erschienen einzeln oder zusammen mit einem passenden Streitwagen. Die Festung der Heldinnen, der Palace of Gems, erschien als großes Spielset, gefolgt von vier kleineren Traumzelten. Zudem wurde eine Modelinie für die einzelnen Figuren auf den Markt gebracht die bestimmte Themen wie Fantasy-Kleider oder Festkleider aufgriff.
Ebenfalls erschien eine Reihe an lizenzierten Produkten wie Taschenbücher, Malbücher, Comichefte, Puzzle, Kostüme oder Tassen. Von Parker Brothers erschien 1985 ein Brettspiel. Im gleichen Jahr erschien ein Bildband mit Kurzgeschichten von Joan D. Vinge und Bildern von Aristides Ruiz.

## Hintergrundgeschichte
Die Hintergrundgeschichte bildet der Kampf Gut gegen Böse in der fantastischen Welt von Argonia. Hier lebt die mutige Golden Girl die mit ihrem treuen Einhorn Olympia zahlreiche Abenteuer erlebt. Golden Girl und die Heldinnen Saphire, Rubee, Onyx und Jade, die verschiedene Elemente und Kräfte verkörpern, verteidigen mit ihren mächtigen Juwelen, den Gemstones, das Königreich gegen die böse Dragon Queen die verbannt auf Storm Isle herrscht. Unterstützt wird diese von den Schurkinnen Vultura, Moth Lady und Wild One sowie Ogra dem Warlord der Barbaren.

## Taschenbücher
Erschienen bei Ballantine Books 1986:
- Josepha Sherman: Golden Girl and the Crystal of Doom
- Alice Storey: Golden Girl In The Land Of Dreams
- R. L. Stine: Golden Girl and the Vanishing Unicorn